# Heinrich Johann August Gock
Heinrich Johann August Gock (* 4. Juni 1859 in Cuxhaven; † 18. August 1954 ebenda) war ein deutscher Klempnermeister und Politiker.

## Leben
Gock war Klempner in Cuxhaven und übernahm dort 1886 den väterlichen Betrieb. Er gehörte von 1921 bis 1927 der Hamburgischen Bürgerschaft an, als Mitglied der Fraktion der Deutschen Volkspartei.